# Carleton H. Wright
Carleton Herbert Wright (2. juni 1892 – 27. juni 1970) var en admiral i den amerikanske flåde under 2. verdenskrig.

## Tidlige karriere
Wright fik sin eksamen fra det amerikanske flådeakademi i 1912 som nr. 16 ud af 156. Under 1. verdenskrig gjorde han tjeneste på USS Jarvis ved Queenstown i Irland, og gjorde herefter tjeneste med samling af miner til  nordsø-spærringen.
Efter 1. verdenskrig gik han på flådens videregående våbenkursus fra 1918 til 1920. Han havde derpå forskellige poster på skibe og ved stabe på skibe samt våbenrelaterede opgaver i land indtil 1935. Fra 1935 til 1936 havde han kommandoen over Destroyer Division 18.  Fra 1936 til 1938 gjorde han tjeneste ved staben for Comsofor og derpå i flådedepotet i Yorktown indtil 1941.

## 2. verdenskrig
Ved USA's indtræden i 2. verdenskrig var Wright kaptajn for krydseren Augusta.  Wright blev forfremmet til  kontreadmiral i maj 1942 og havde kommandoen over eskadrer under William Halsey under slaget om Guadalcanal . Som chef for Task Group 67 førte Wright sin styrke på fem krydsere og fire destroyere mod en japansk
"Tokyo Express" styrke med 8 destroyere om aftenen den 30. november 1942.  I det efterfølgende slag ved Tassafaronga sænkede Wrights styrke en japansk destroyer, men en af Wrights krydsere blev sænket og tre andre så stærkt beskadiget, at de var ude af tjeneste i ni måneder. Slaget var et af de værste nederlag for den amerikanske flåde under 2. verdenskrig. Wright fik alligevel tildelt Navy Cross for sin indsats i slaget, men blev også forflyttet til tjeneste i land ved flådens stab i Washington, D.C.
Wright fik senere kommandoen over den amerikanske flådes 4. krydserdivision i det centrale stillehav i 1944 inden han vendte tilbage til tjeneste i land som medlem af staben og senere som chef for 12. flådedistrikt i San Francisco.  Den 17. juli 1944 indtraf Port Chicago katastrofen mens han var kommandant.  Wright ledede indsatsen for at overvinde katastrofen og finde en løsning på den arbejdsnedlæggelse som nogle af de involverede søfolk indledte.

## Efter krigen
I marts 1946 blev han generalinspektør for stillehavsflåden og stillehavsområdet. Wright blev senere vicekommandant for Marianerne inden han trak sig tilbage fra flåden i oktober 1948. Han døde i Claremont i Californien den 27. juni 1970.

### Eksterne kilder
- Spartacus Schoolnet. "Carleton Wright". Arkiveret fra originalen 11. januar 2012. Hentet 2006-12-21.